# Angustias de un secreto
Angustias de un secreto, también conocida como Creo en Dios y como Angustia de un secreto es una película de Argentina en blanco y negro dirigida por Enrique Carreras sobre el guion de Julio Porter y Emilio Villalba Welsh según el argumento de Edmundo de la Parra, Roberto Salinas y Fernando de Fuentes que se estrenó el 4 de junio de 1959 y que tuvo como protagonistas a Carlos Estrada, Mercedes Carreras, Santiago Arrieta y Guillermo Battaglia. El futuro director de fotografía y director de cine Aníbal Di Salvo tuvo a su cargo el manejo de la cámara.
Según algunos de manera accidental y, de otros, en forma intencionada, el argumento estaría inspirado en otras dos películas: Yo confieso —I Confess— de Alfred Hitchcock, (Estados Unidos, 1953) y Creo en Dios, de Fernando de Fuentes (México, 1941). Edmundo de la Parra era un escritor de Chile y Fernando de Fuentes un guionista mexicano. 

## Sinopsis
Un sacerdote condenado injustamente a muerte conoce quién es el asesino a través de la confesión de su hija.

## Reparto
- Carlos Estrada …Padre Carlos Bernal
- Mercedes Carreras …Carmen Andrade
- Santiago Arrieta …José de la Serna
- Guillermo Battaglia …Antonio Andrade
- Myriam de Urquijo …Luisa de la Serna
- María Luisa Santés …Gertrudis
- Homero Cárpena …Valentín
- Francisco Álvarez …Roso Flores de la Flor
- Mario Baroffio …Teófilo
- Rodolfo Onetto …Fiscal
- José Maurer …Defensor
- Enrique San Miguel …Obispo
- Domingo Garibotto …Pancho
- Carlos Bianquet …Comisario
- Francisco Vázquez …Juez

## Comentario
Jorge Miguel Couselo opinó en Correo de la Tarde:

”Proclive a la narración primaria, viciada de sentimentalismo y énfasis…si de alguna manera representa una superación pura para el director, es también índice de su insuficiencia y consecuencia de sus anteriores pecados cinematográficos”